# Vistre
Vistre – rzeka we Francji, przepływająca przez teren departamentu Gard, o długości 49,4 km.